# Clive Russell
Clive Russell, född 7 december 1945 i Reeth, North Yorkshire, är en brittisk skådespelare.

## Rollista i urval
- 1992 – Ensam är stark
- 1994 – Faderland
- 1995 – Cracker (TV-serie) (7 avsnitt)
- 1997 – Oscar och Lucinda
- 1999 – Den 13:e krigaren
- 1999 – Lysande utsikter
- 2001 – Avalons dimmor
- 2003 – The Mayor of Casterbridge (miniserie)
- 2004 – Lavendelflickorna
- 2008 – Merlin (TV-serie) (1 avsnitt)
- 2009 – Book of Blood
- 2009 – Sherlock Holmes
- 2010 – The Wolfman
- 2011 – The Wicker Tree
- 2016 – Outlander (TV-serie) (1 avsnitt)
- 2017 – Rellik (miniserie)
- 2018 – Outlaw King
- 2018 – The Terror (TV-serie) (2 avsnitt)
- 2019 – Catherine the Great (miniserie)
- 2020 – Cursed (TV-serie) (5 avsnitt)